# Wahren
Wahren  ist ein Stadtteil und zugleich Ortsteil im Stadtbezirk Nordwest von Leipzig.

## Lage

Wahren mit Weißer Elster und Hundewasser, Messtischblatt von 1907

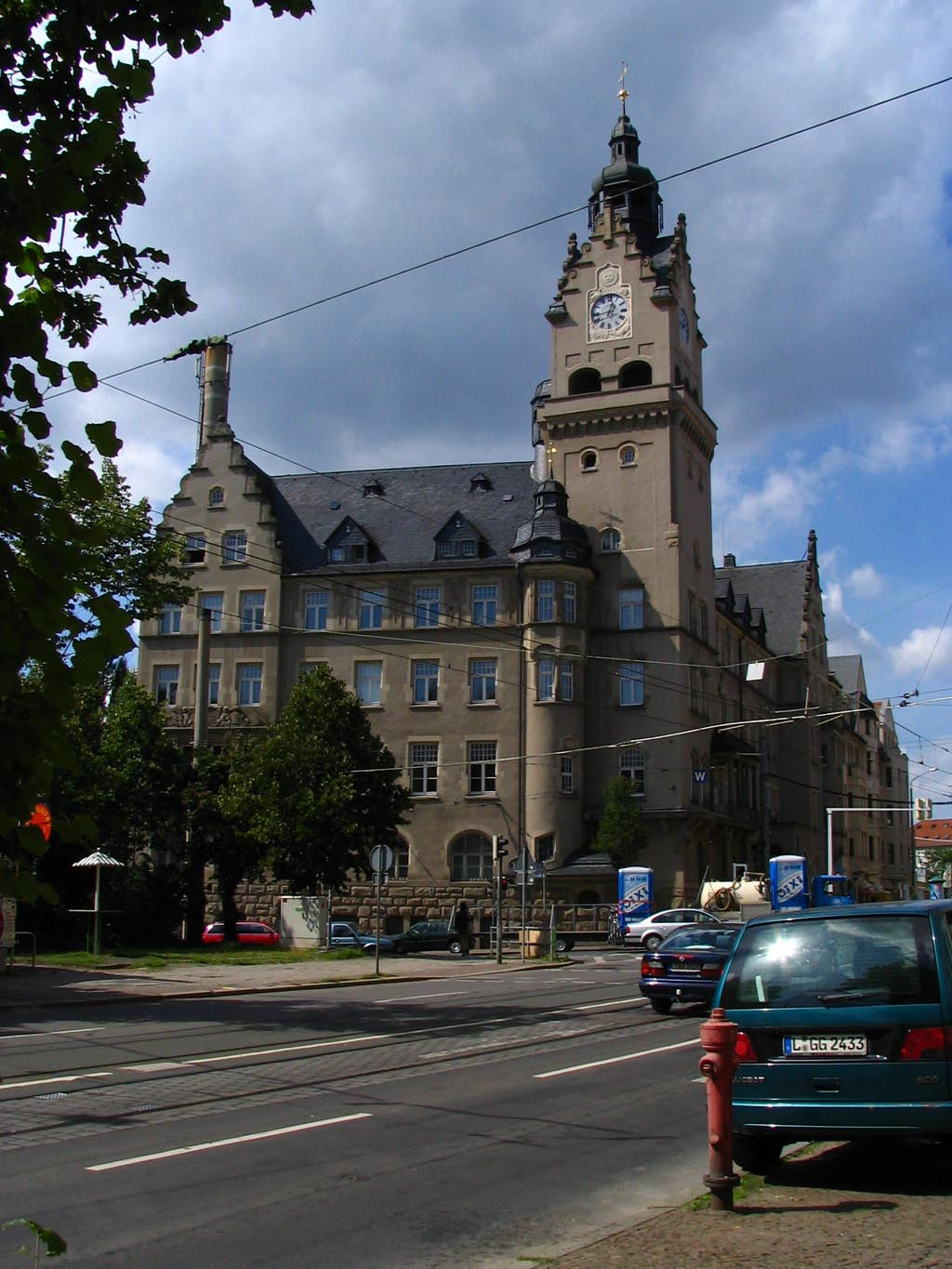
Rathaus Wahren

Wahren grenzt im Osten an Möckern, im Norden an Lindenthal und im Westen an Stahmeln. Südlich der Ortslage erstreckt sich ein Teil des Leipziger Auwaldes, der von der Weißen Elster und Neuen Luppe durchflossen wird.
Wahren liegt erhöht am nördlichen Rand der Elsteraue. Bis zur Unterbrechung durch den Bau der Neuen Luppe floss südlich der Weißen Elster ein Nebenarm derselben durch den Auwald, das Hundewasser. Es zweigte am Hundewehr nördlich des Auensees ab und speiste diesen mehrere Jahre.

## Geschichte
Der Ortsname Wahren ist hergeleitet von dem Wort Vuarim und später Warim. Er stammt von dem altsorbischen Wort wariti ab, das mit „kochend, siedend, sprudeln, quellend“ übersetzt werden kann. Vuarim wurde zum ersten Mal am 8. Februar 1004 in einer von König Heinrich II. (1002–1024) unterzeichneten Urkunde erwähnt. In Wahren soll sich eine altslawische Kultstätte befunden haben, an deren Stelle im 11. Jahrhundert eine erste Kapelle und im 12. Jahrhundert eine steinerne Kirche errichtet wurde. Die heute evangelische Gnadenkirche wurde mehrfach umgebaut. Sie zählt zu den ältesten Kirchen im Leipziger Stadtgebiet.
Wahren befand sich lange im Besitz der Bischöfe von Merseburg. Auch nach der Reformation gehörte es zum Gebiet des hochstift-merseburgischen Amts Schkeuditz, das seit 1561 unter kursächsischer Hoheit stand und zwischen 1656/57 und 1738 zum Sekundogenitur-Fürstentum Sachsen-Merseburg gehörte. Durch die Beschlüsse des Wiener Kongresses wurde der Westteil des Amts Schkeuditz im Jahr 1815 an Preußen abgetreten. Wahren verblieb mit dem Ostteil beim Königreich Sachsen und wurde dem Kreisamt Leipzig angegliedert. 1839 wurde Wahren vom Rittergut im Ort abgelöst und erlangte damit den Status einer selbständigen politischen Gemeinde. Ab 1856 gehörte der Ort zum Gerichtsamt Leipzig II und ab 1875 zur Amtshauptmannschaft Leipzig.
Bis in die zweite Hälfte des 19. Jahrhunderts blieb der dörfliche Charakter des Ortes erhalten, danach entwickelte sich Wahren zu einer Industriegemeinde und die Einwohnerzahl nahm stark zu. Im Jahre 1893 begannen die Polyphon-Musikwerke in ihrem am Bahnhof Wahren gelegenen Werk mit der Herstellung von mechanischen Musikapparaten. Ab 1904 baute Polyphon auch Automobile (Polymobil „Gazelle“). Diese Fahrzeugfertigung führte 1916 zur Gründung der selbstständigen Tochterfirma Dux Automobil-Werke, die 1926 von Presto übernommen wurde.

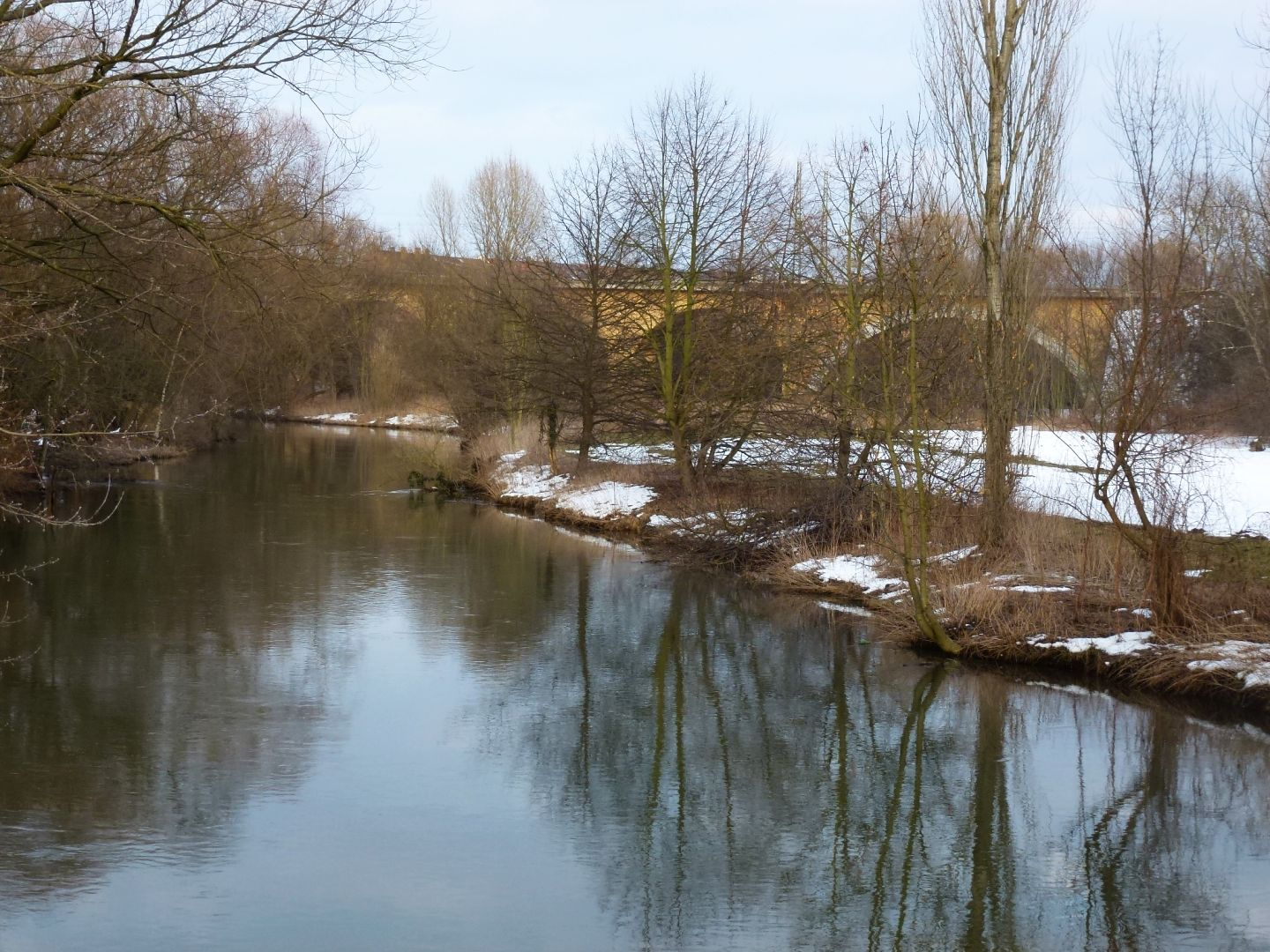
Weiße Elster und Wahrener Eisenbahnviadukt

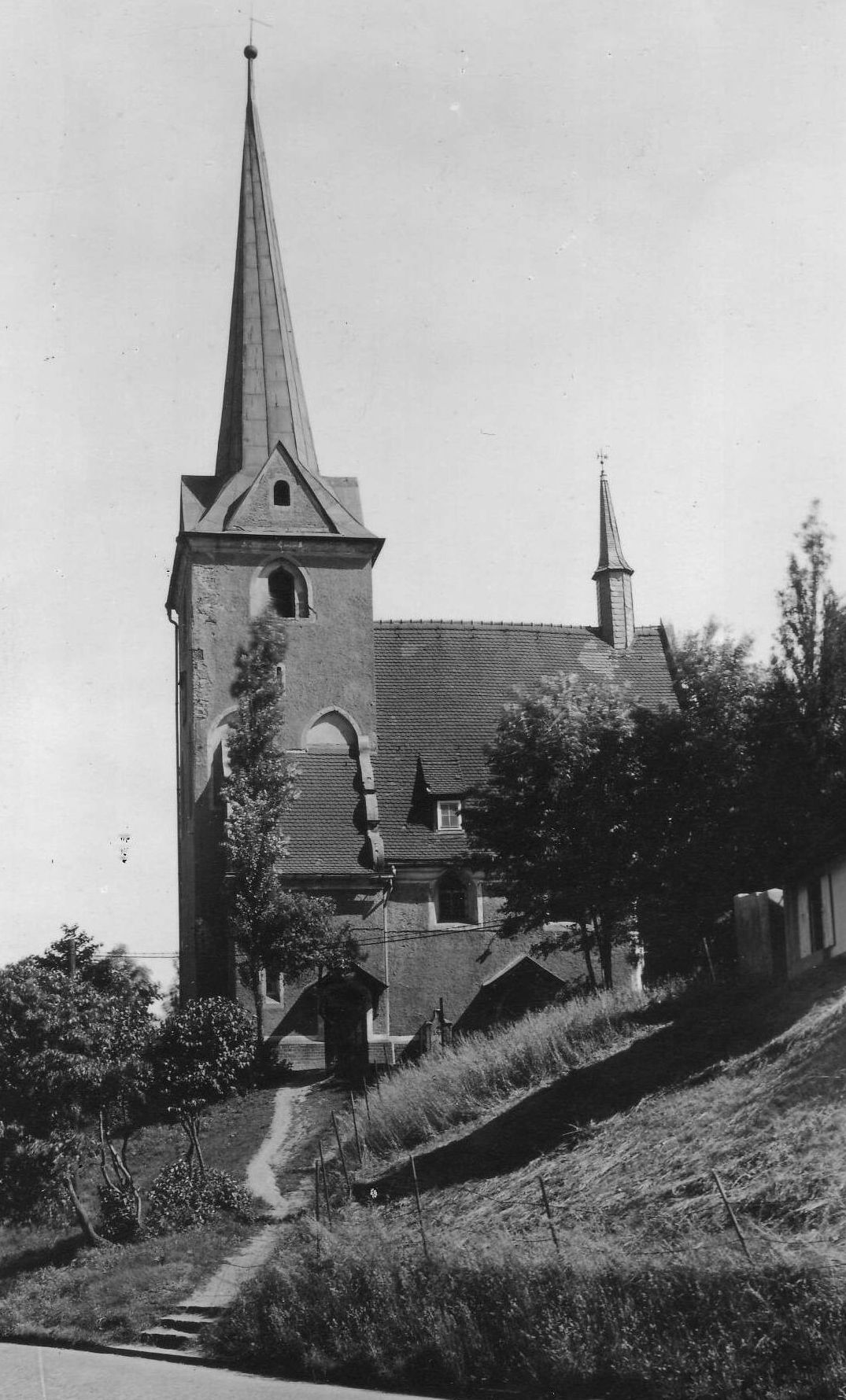
Gnadenkirche, ältestes Gebäude in Wahren

1899 siedelte sich in Wahren die Leipziger Werkzeugmaschinenfabrik vorm. W. von Pittler an. Sie war auch nach der Verstaatlichung im Jahr 1945 bis zur Wende von 1989 der größte Betrieb im Stadtteil. 1900 erhielt die Gemeinde Straßenbahnanschluss nach Leipzig.
Die Preußische Staatsbahn erbaute bis 1905 die Bahnstrecke Leipzig-Leutzsch–Leipzig-Wahren des Leipziger Güterrings mit einem das Ortsbild prägenden Viadukt. Ab 1905 errichteten die Wahrener ein großes Rathaus mit einem weithin sichtbaren Turm, der Bau des Architekten Richard Lucht wurde am 30. Dezember 1907 eingeweiht.

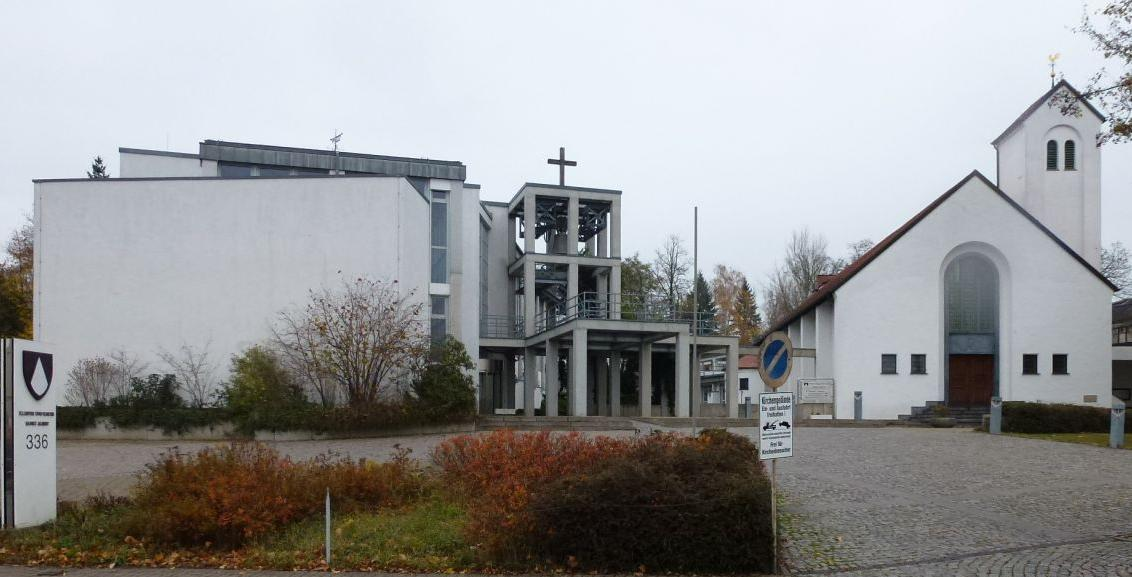
Dominikanerkloster

1912/13 wurde am Auensee der Luna-Park mit Restaurationen, Badestrand, einer Achterbahn und anderen Vergnügungsstätten eröffnet. Er gehörte bis in die 1930er Jahre zu den beliebtesten Ausflugszielen der Leipziger. Heute ist davon nur noch das Haus Auensee übrig, in dessen großem Saal Popkonzerte u. Ä. veranstaltet werden.
Am 1. Januar 1922 wurde Wahren auf eigenen Wunsch nach Leipzig eingemeindet. Einer der Gründe war die Erwartung auf billigere Fahrpreise der „Großen Leipziger Straßenbahn“ (die nun auch für Wahren gelten würden) gegenüber der „Leipziger Außenbahn“.
1930 richtete der Dominikanerorden eine Niederlassung in Wahren ein. Pater Aurelius Arkenau arbeitete ab 1942 im Kloster, er versteckte dort mehr als 100 Menschen und wurde dafür als Gerechter unter den Völkern sowie mit dem nach ihm benannten Platz in Wahren geehrt. 1951 wurde die zugehörige katholische Kirche erbaut. Ihr Geläut ist auf die Glocken der nahe gelegenen alten evangelischen Kirche abgestimmt.
1997 wurde der Wohnpark Am Alten Wasserturm mit 600 Wohnungen auf dem Geände einer ehemaligen Großgärtnerei fertig gestellt.

## Bevölkerung
| Jahr | Einwohner |
| ---- | --------- |
| 2000 | 5.884     |
| 2005 | 5.792     |
| 2010 | 5.940     |
| 2015 | 6.745     |
| 2020 | 7.247     |
| 2024 | 7.733     |

Stand: 31.12. des jeweiligen Jahres

## Politik
Bei den Wahlen zum Sächsischen Landtag gehört Wahren zum Wahlkreis Leipzig 7, bei Bundestagswahlen zum Bundestagswahlkreis Leipzig I (Wahlkreis 152).
Die Bundestagswahl 2021 führte bei einer Wahlbeteiligung von 73,2 % zu folgendem Zweitstimmenergebnis:
| Partei                | Wahren | Stadt Leipzig |
| --------------------- | ------ | ------------- |
| SPD                   | 22,6 % | 20,9 %        |
| AfD                   | 18,8 % | 13,3 %        |
| CDU                   | 17,6 % | 14,0 %        |
| FDP                   | 11,4 % | 10,1 %        |
| Bündnis 90/Die Grünen | 11,3 % | 18,5 %        |
| Die Linke             | 08,4 % | 13,7 %        |
| Sonstige              | 09,9 % | 09,5 %        |

## Sehenswürdigkeiten

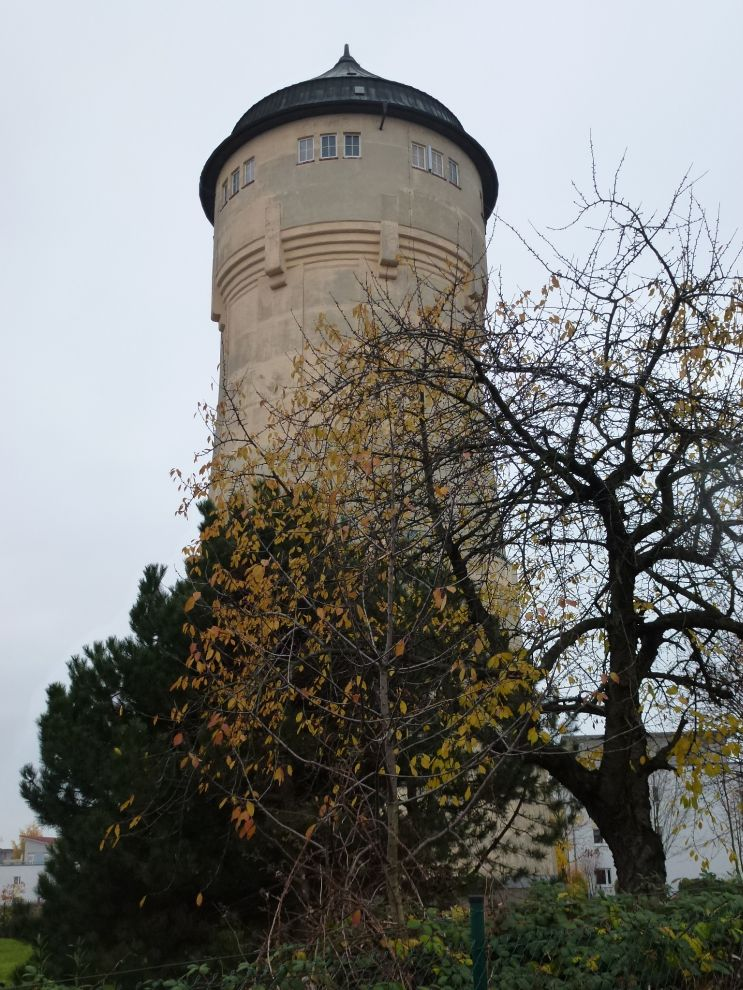
Wasserturm
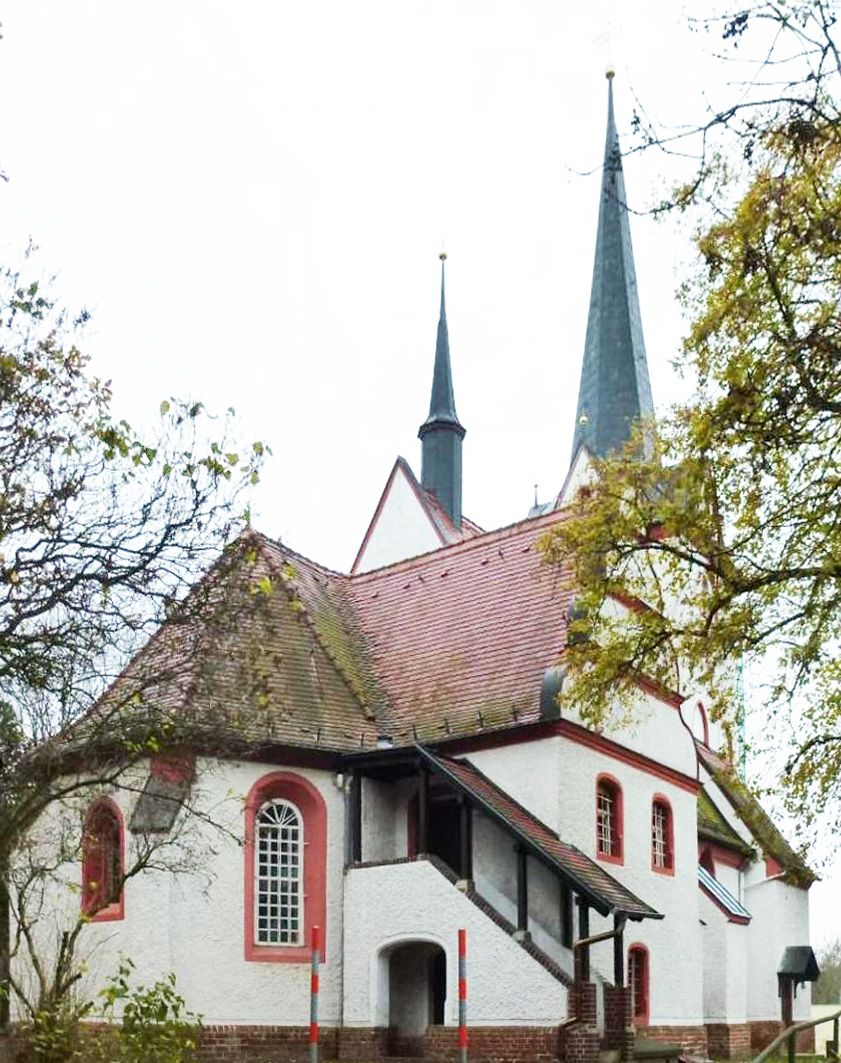
Gnadenkirche 2012
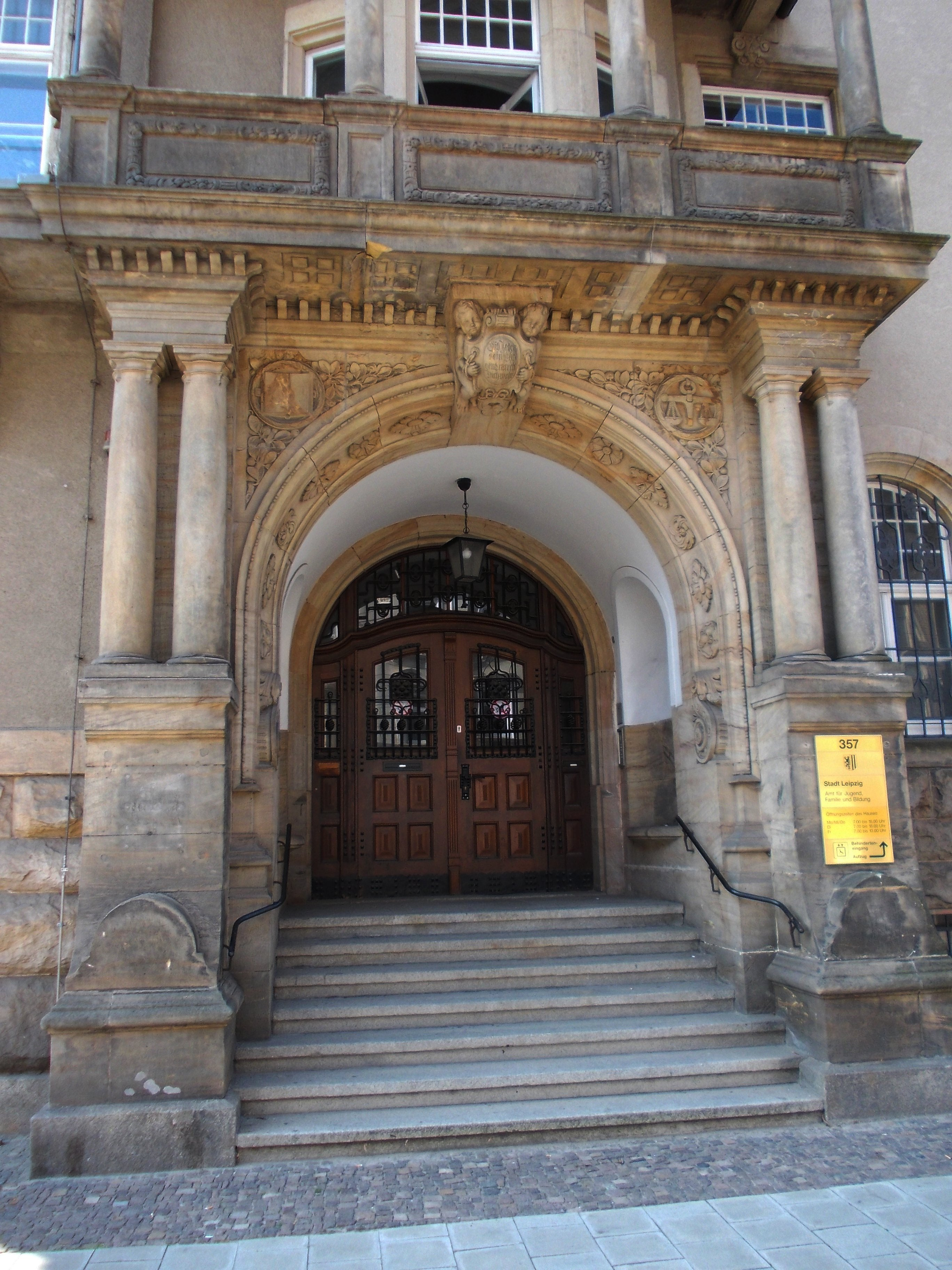
Portal des Rathauses
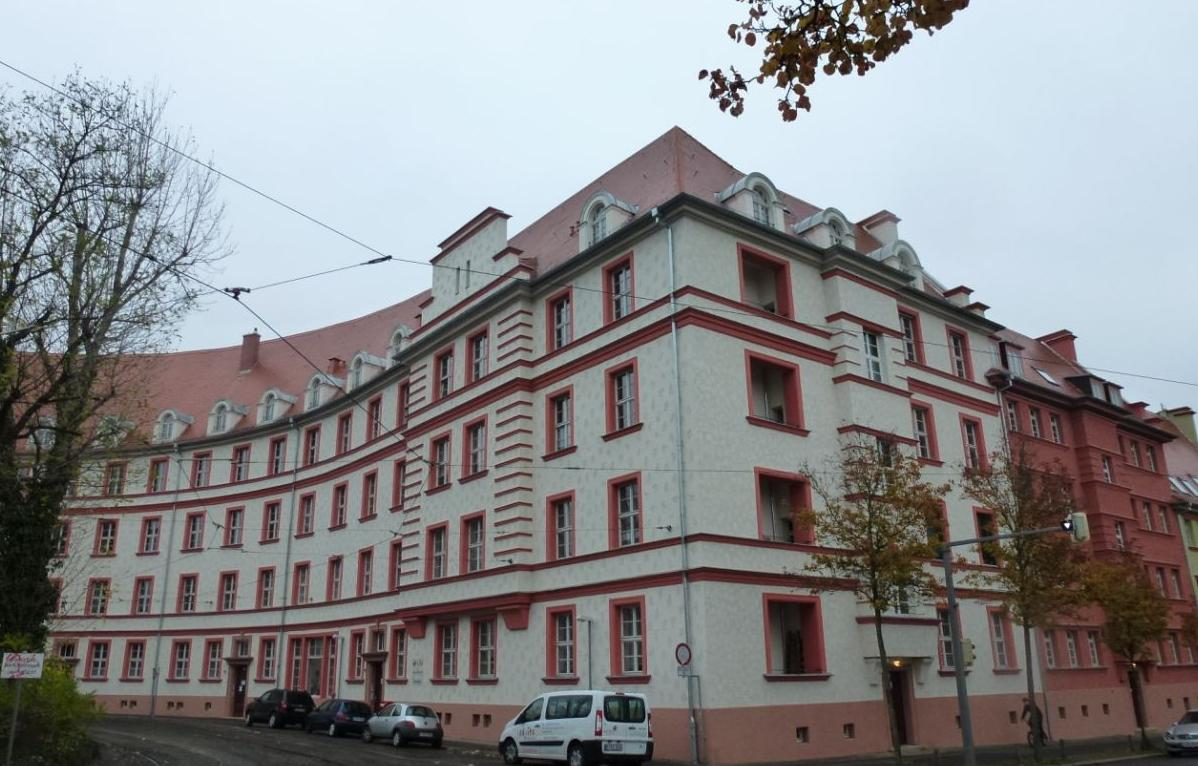
Restaurierte Wohnanlage am Pater-Aurelius-Platz
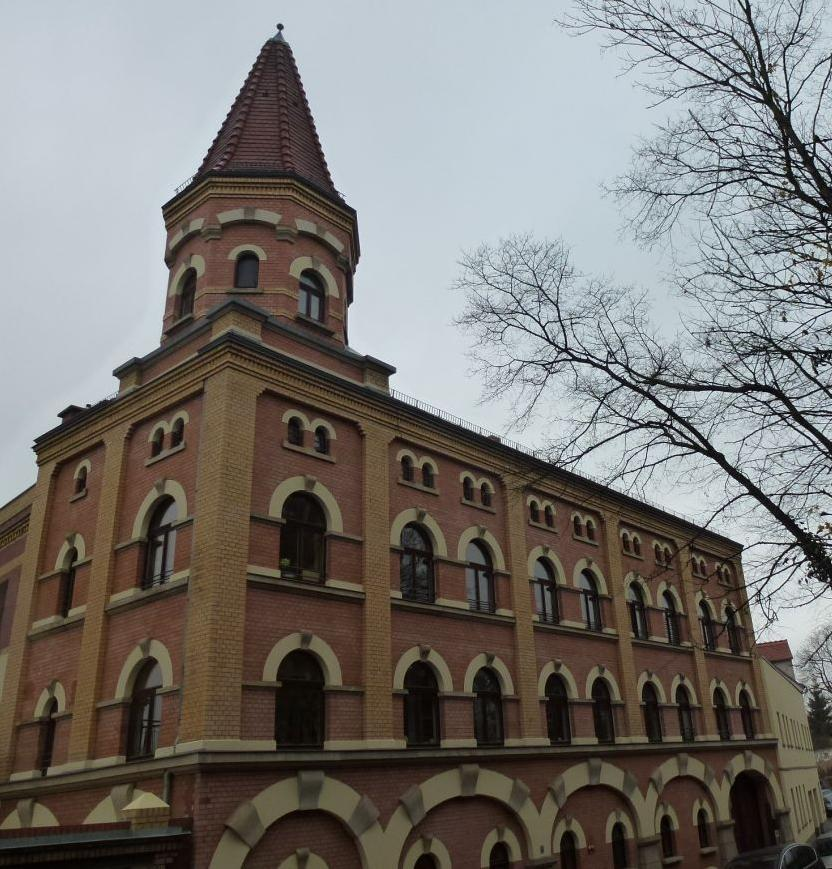
Ehemaliges Wellenwerk, jetzt Wohnhaus
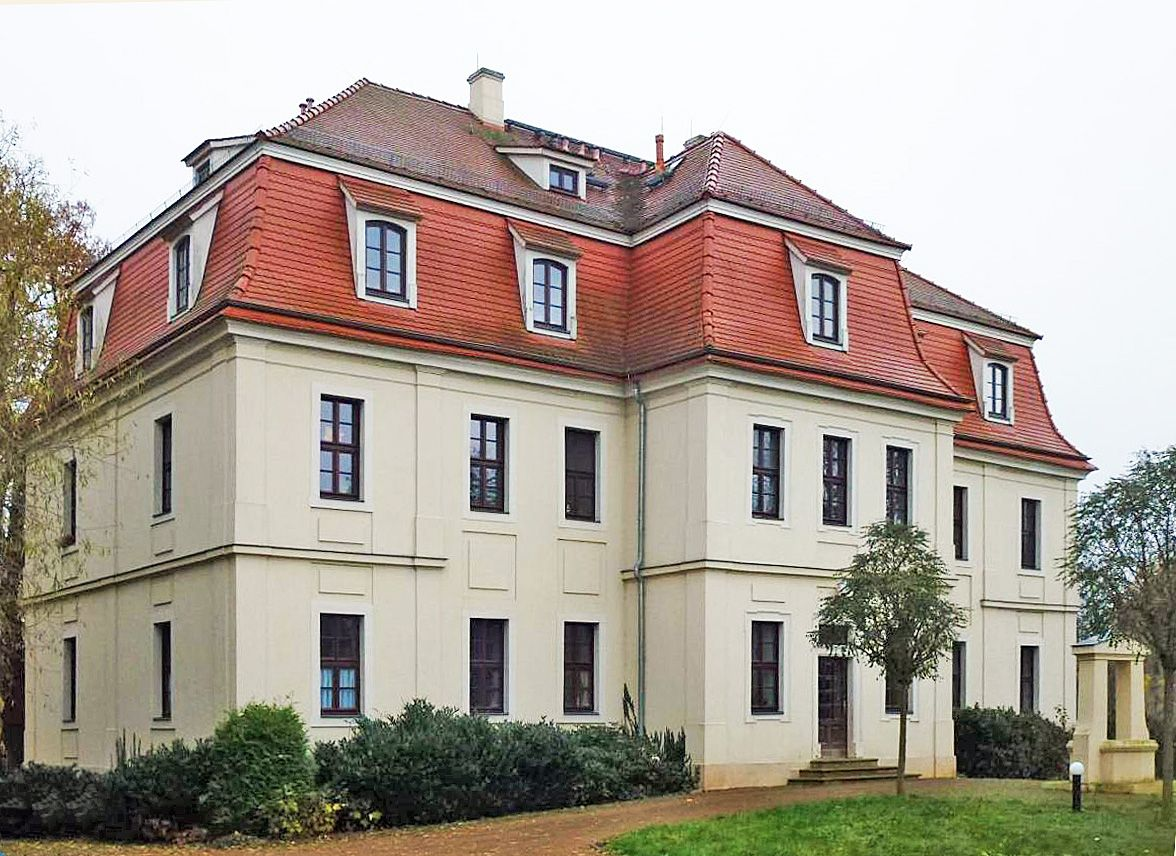
Herrenhaus des Ritterguts Wahren in der Rittergutsstraße
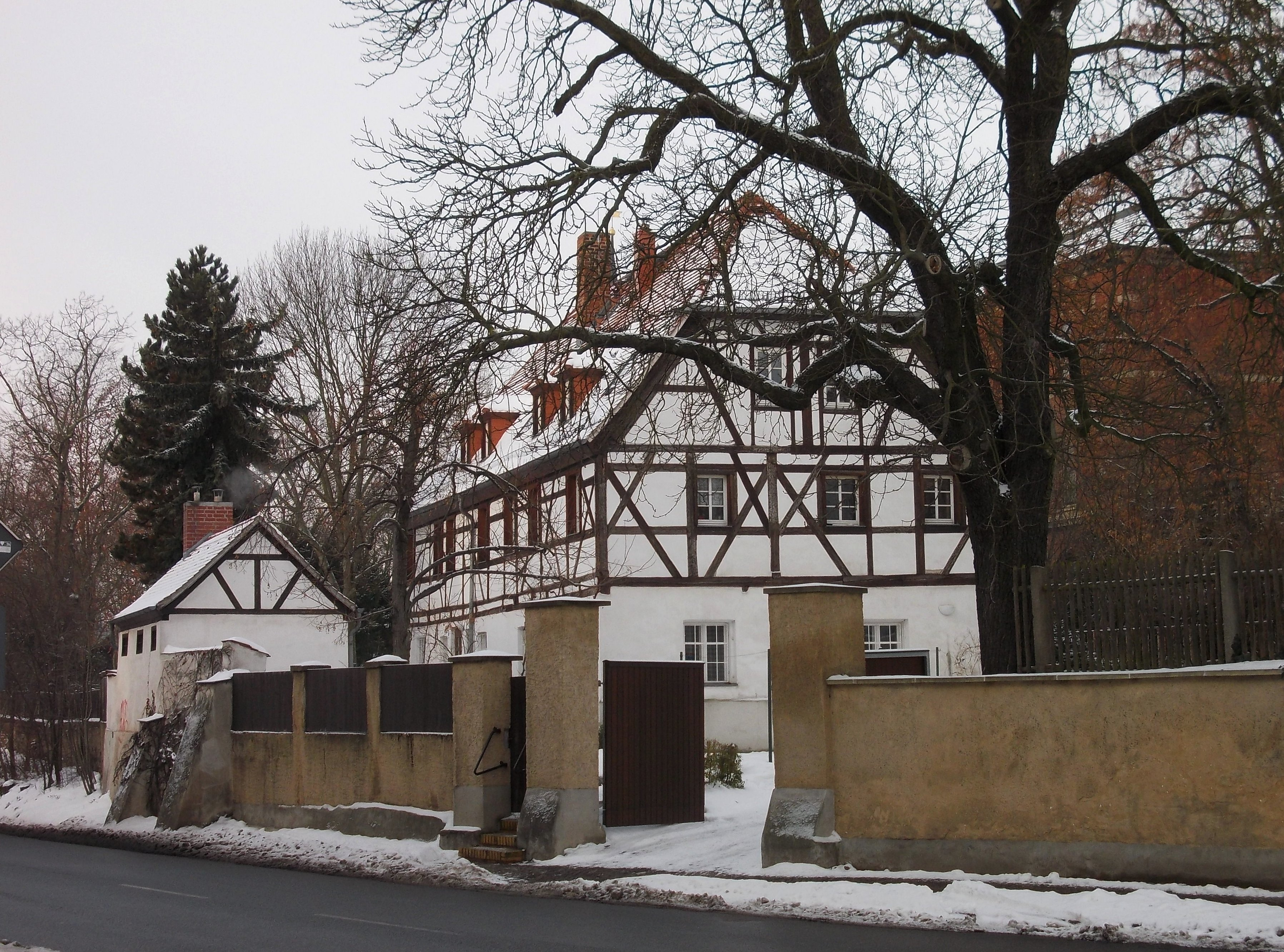
Fachwerkbauten an der Rittergutsstraße
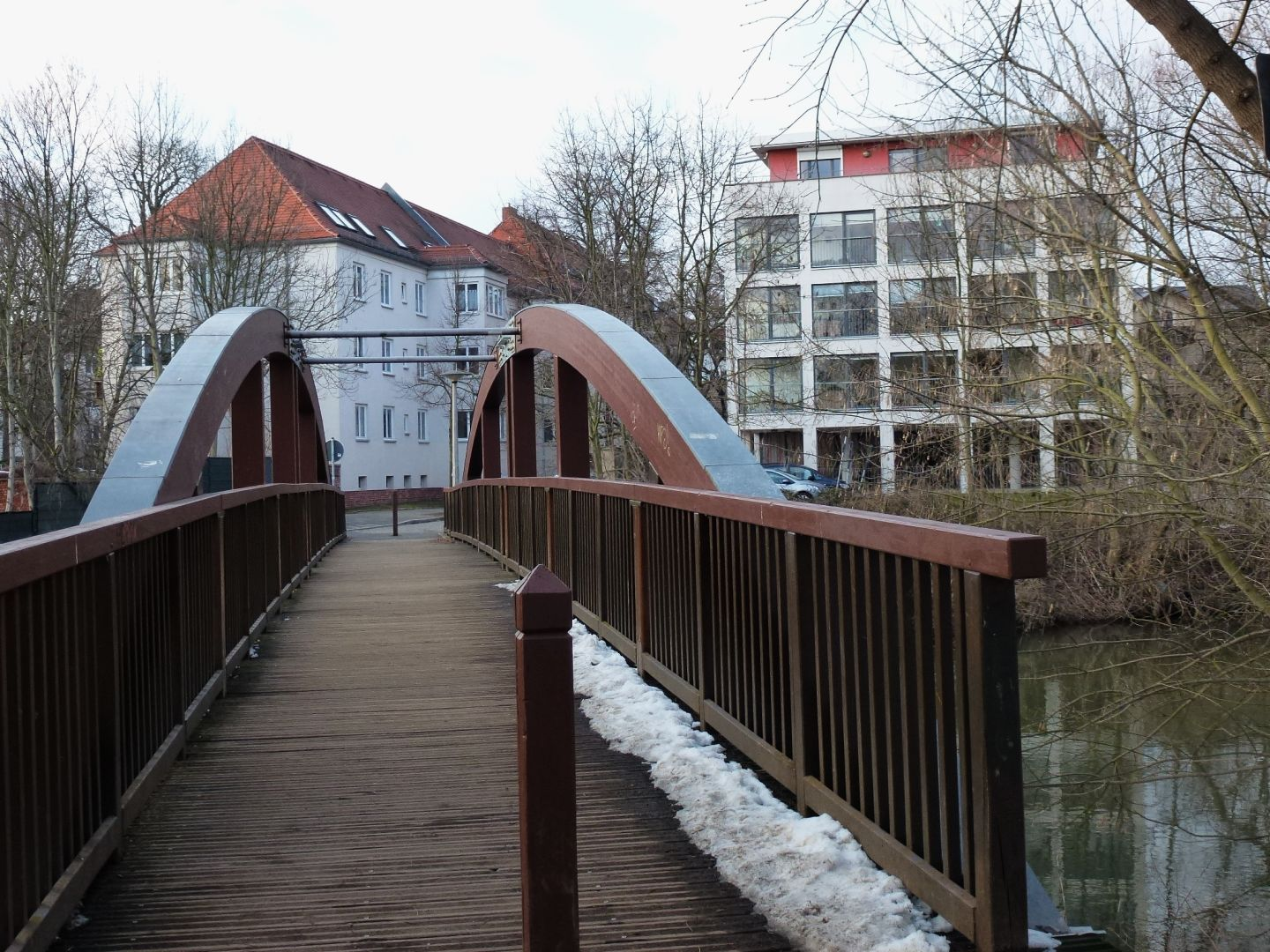
Seniorenheim an der Weißen Elster
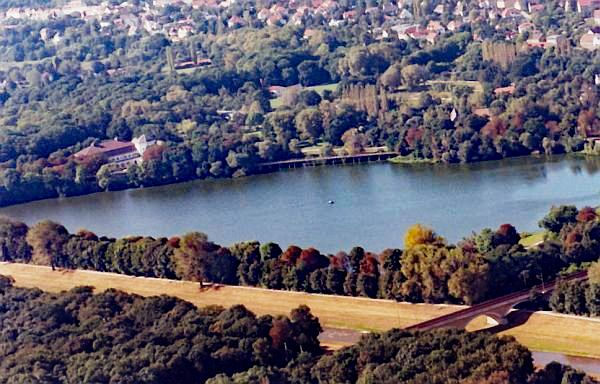
Auensee und der Süden Wahrens
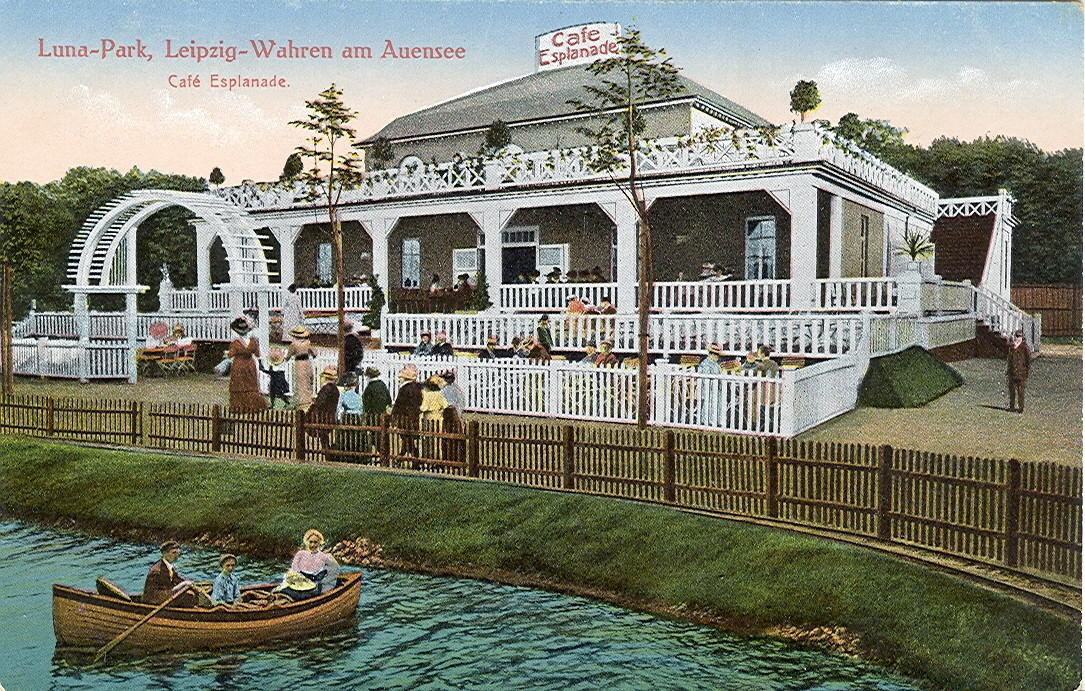
Lunapark
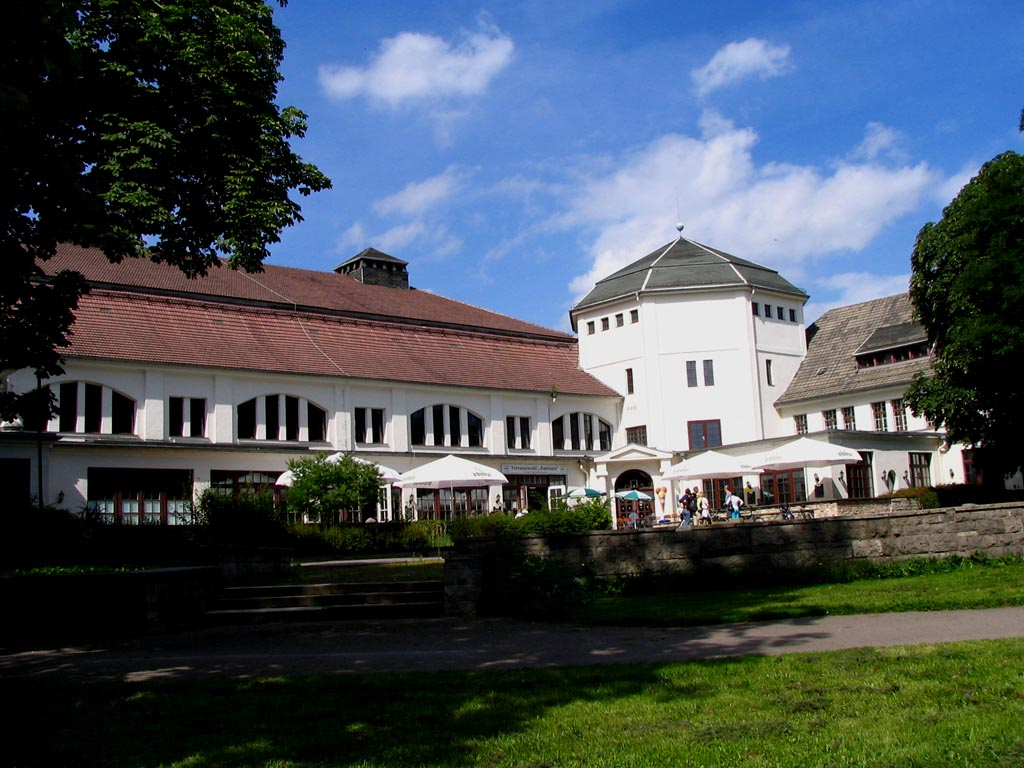
Haus Auensee
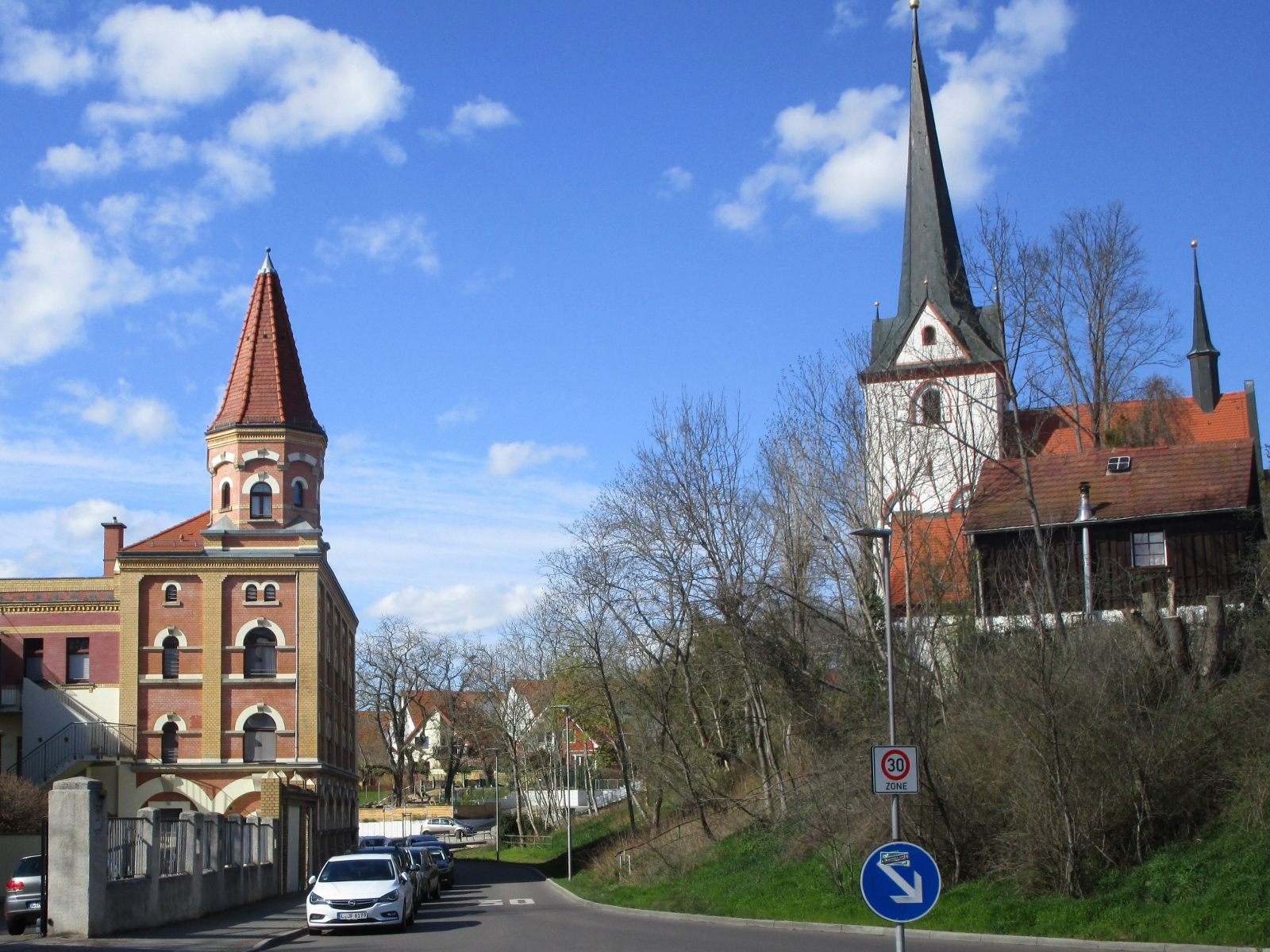
Wellenwerk und Gnadenkirche

## Wirtschaft und Infrastruktur

### Unternehmen
Bedeutendstes Unternehmen am Ort ist der katholische St. Benno Verlag.

### Verkehr

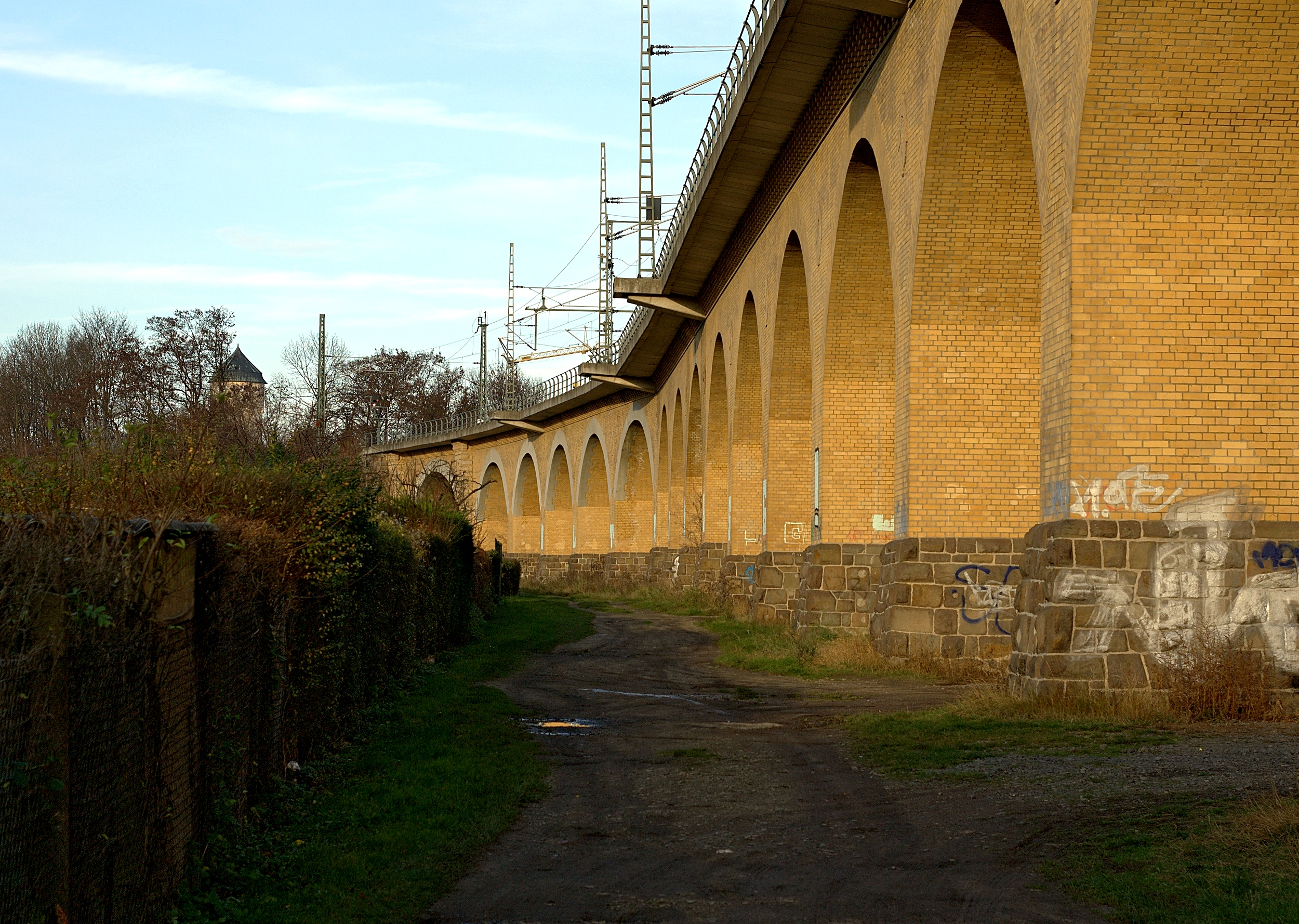
Viadukt in Wahren

Der Bahnhof Leipzig-Wahren liegt an der Strecke Leipzig–Halle. Im Bereich des Personenverkehrs dient er seit der Inbetriebnahme der S-Bahn-Verbindung zwischen Leipzig und Halle im Jahr 2004 ausschließlich als S-Bahn-Haltepunkt: die Züge der Linie S3 halten hier halbstündlich. Westlich davon betreibt die Bahntochter DUSS einen Container-Umschlagbahnhof. In Wahren vereinigt sich die 1840 eröffnete ursprüngliche Streckenführung der Magdeburg-Leipziger Eisenbahn (welche nach 1906 nur für den Güterverkehr genutzt wurde, seit 2004 dient sie ausschließlich als S-Bahn-Strecke) mit der 1906 eröffneten neuen Trassierung parallel zum Leipziger Güterring, welche dem Fern- und Güterverkehr dient. Der Güterring zweigt östlich des Bahnhofs Wahren von der Strecke nach Halle ab und verläuft weiter Richtung Süden über den Wahrener Viadukt. Der Viadukt überquert den Ort und die Elsteraue; er gehört mit 565 m zu den längsten Eisenbahnbrücken in Sachsen.
Außerdem wird Wahren durch die Straßenbahnlinien 10 und 11 sowie die Buslinien 80, 87, 88, 90 und 91 der Leipziger Verkehrsbetriebe erschlossen.

### Bildung
Am nordwestlichen Ende von Wahren befindet sich die Paul-Robeson-Schule, die Grund- und Oberschule umfasst. Im Sommer 2019 zieht die Grundschule in den Ortskern um, wo sich bereits viele Jahre ein Schulstandort befand. Das Bestandsgebäude von 1894 erhielt dafür einen Anbau sowie eine neue Einfeldsporthalle.